# The Old Shit
The Old Shit è una raccolta del disc jockey svedese Basshunter, pubblicato nel blog di Myspace nel 2006.

## Tracklist
1. Här kommer Lennart
2. Counterstrike the Mp3
3. Smells Like Blade
4. Stay Alive
5. Storm of Fantasy
6. The Celtic Harmony & The Chilling Acid
7. The Night
8. T-Rex [Jurassic Park]
9. Waiting for the Moon
10. MoonTrip